# Флаг Нагорно-Карабахской Республики
Национальный флаг Наго́рно-Караба́хской Респу́блики (Респу́блики Арца́х) — один из официальных государственных символов непризнанной Нагорно-Карабахской Республики, наряду с гербом и гимном.

## Описание и обоснование символики
Флаг представляет собой прямоугольное полотнище из трех горизонтальных и равных по длине полос. По правой стороне полотнища расположен белый пятизубчатый ступенчатый ковровый узор. Узор занимает одну треть флага. Соотношение сторон флага — 1:2. Флаг принят 2 июня 1992 года.
Символика цветов следующая: красный — непрекращающаяся борьба армянского народа за существование, христианскую веру, независимость и свободу, синий — воля армянского народа жить под мирным небом, оранжевый — солидарность и трудолюбие армянского народа. Белый узор образует стрелку, указывающую на запад, наглядно символизирующую разделение от Армении и надежды на объединение с родиной.

## История
Разработан на основе армянского триколора, отличаясь зигзагообразным узором белого цвета напоминающим орнаменты и узоры традиционных армянских ковров.
Идея цветоделения и эскиза исходила от первого главы Верховного Совета НКР Артура Мкртчяна.
Указом Верховного Совета Нагорно-Карабахской Республики от 26 января 1993 года были утверждены герб, флаг и гимн НКР. Флаг закреплен в Конституции Нагорно-Карабахской Республики принятой на всенародном референдуме, состоявшемся 10 декабря 2006 года. Закон «О флаге, гербе и гимне НКР» был принят 27 ноября 2008 года. Описание флага претерпело незначительные изменения в Конституции НКР 2017 года.

## Галерея

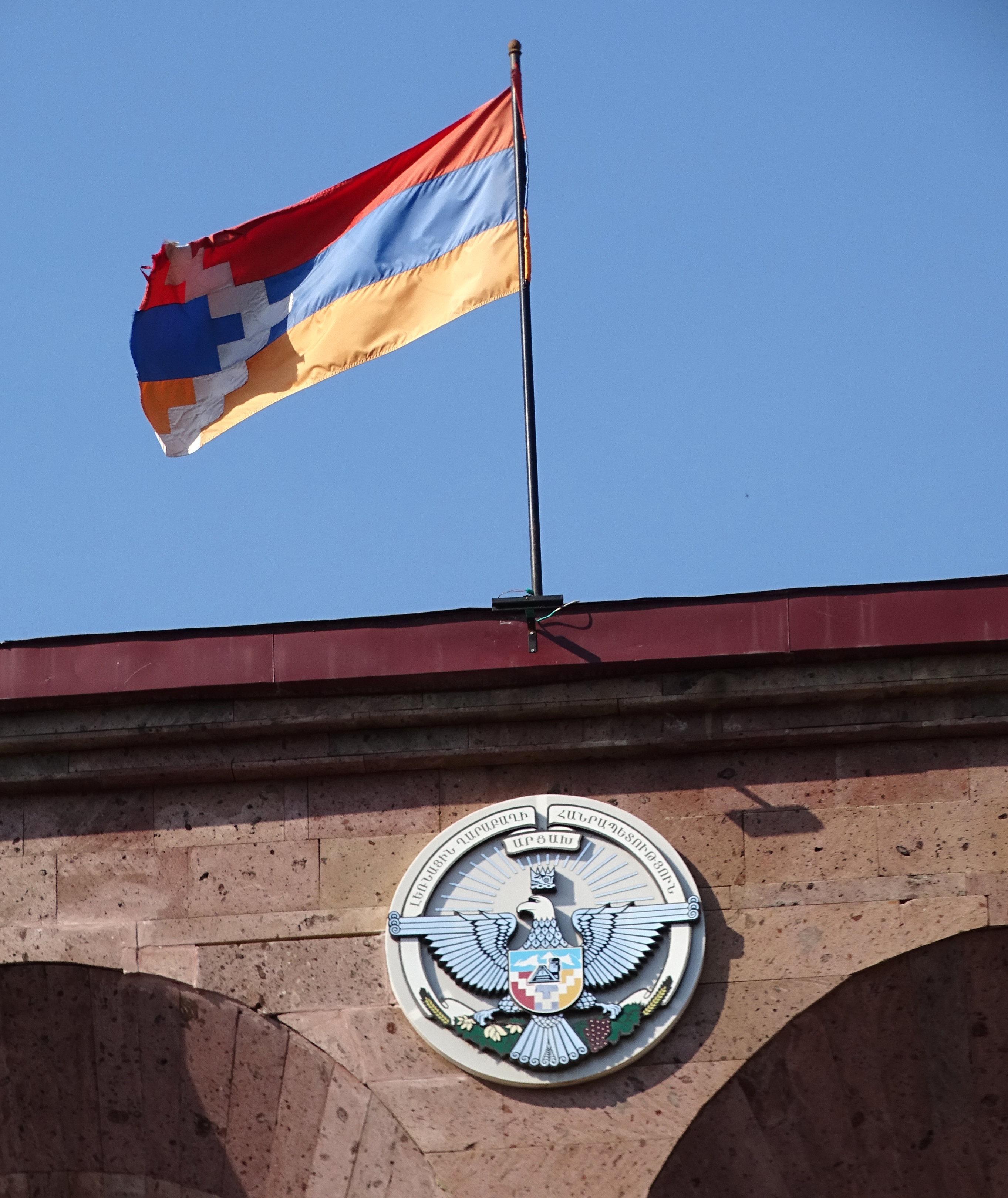
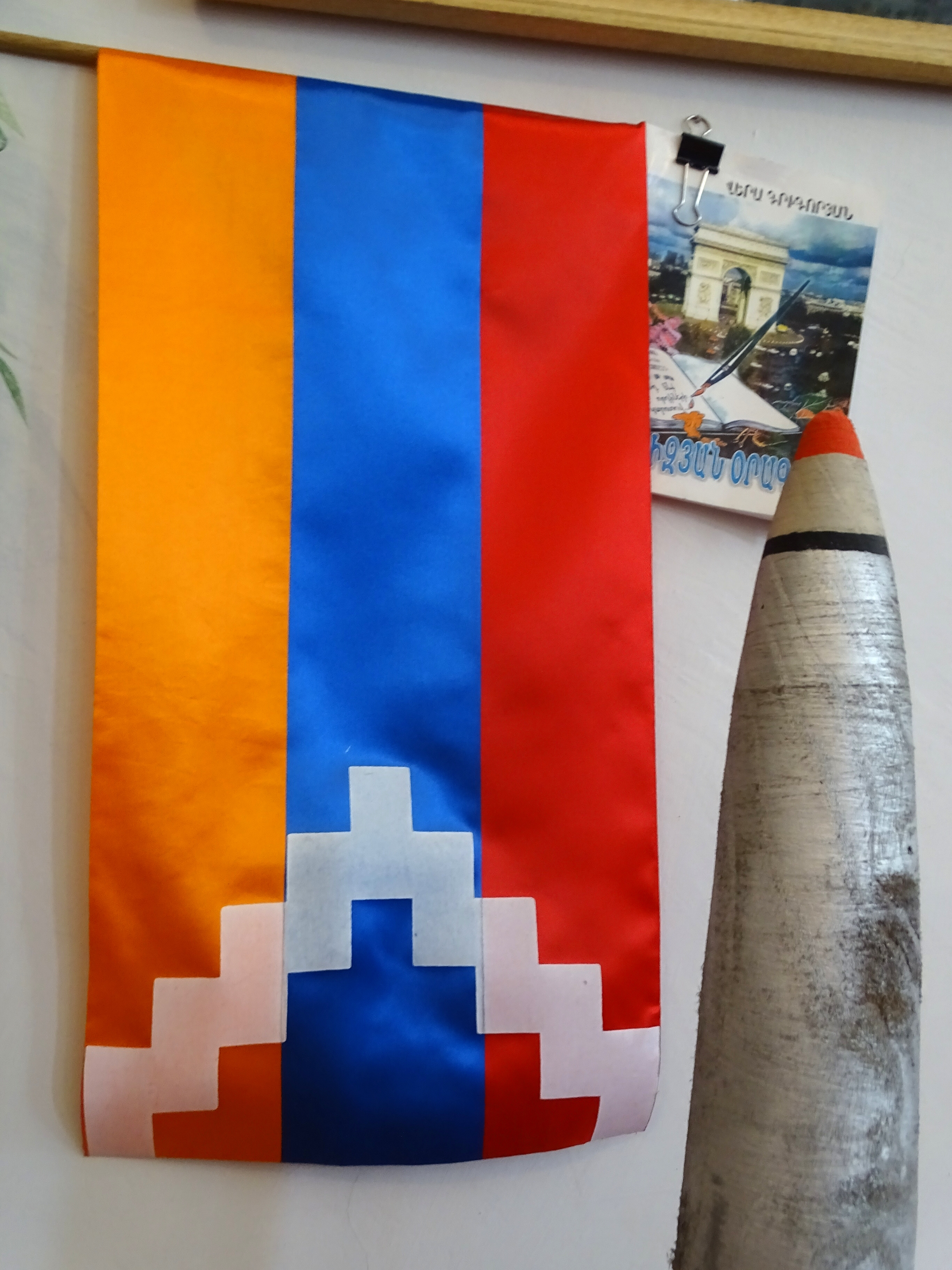
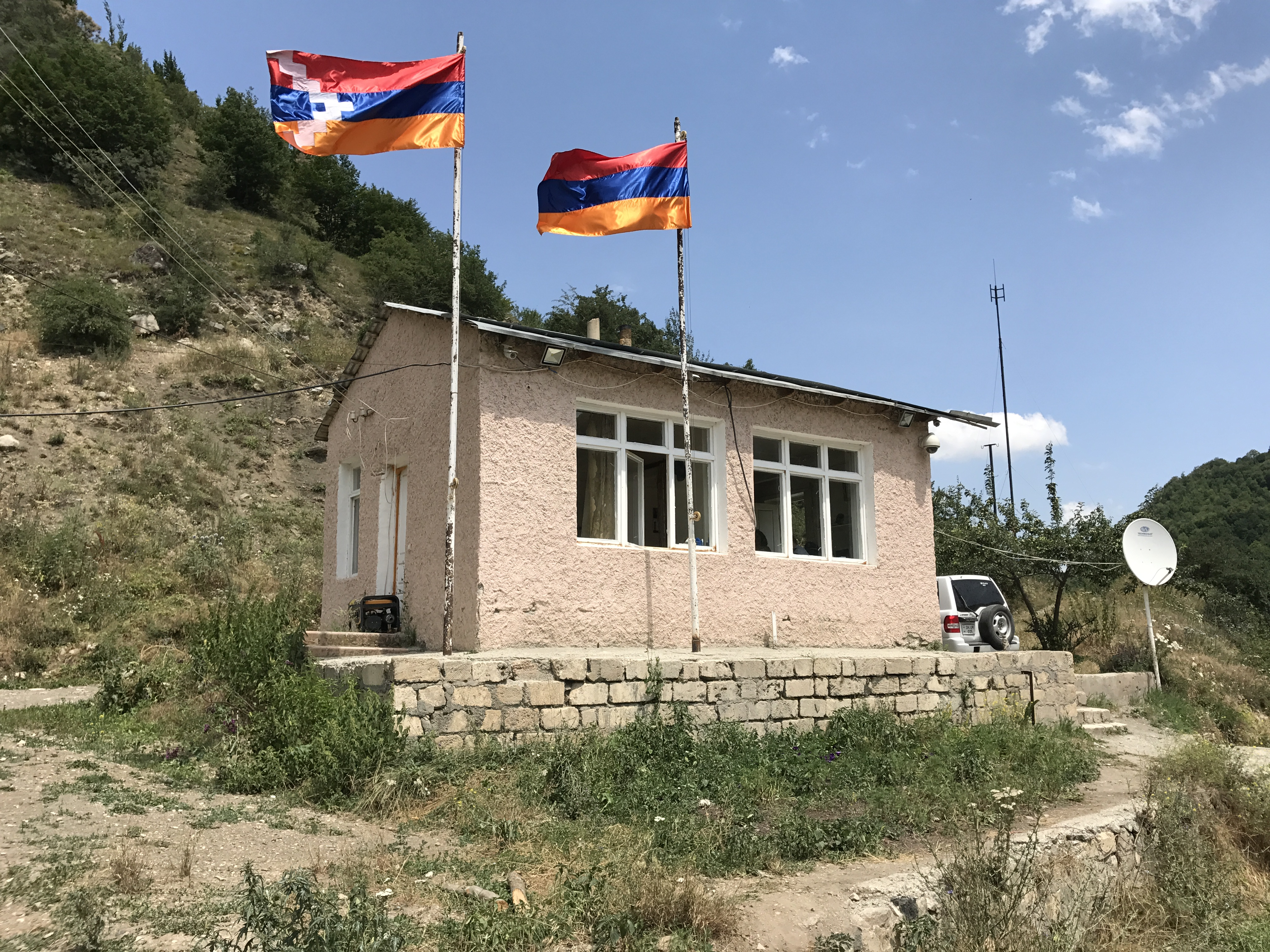
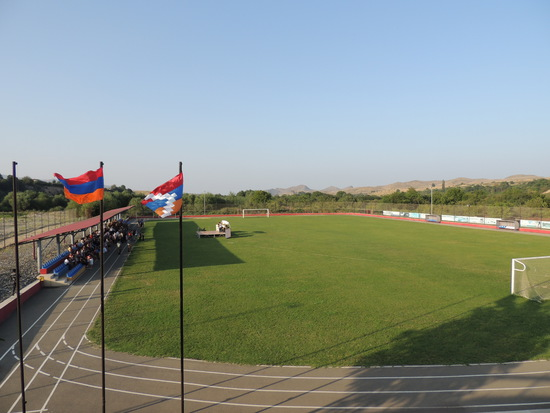
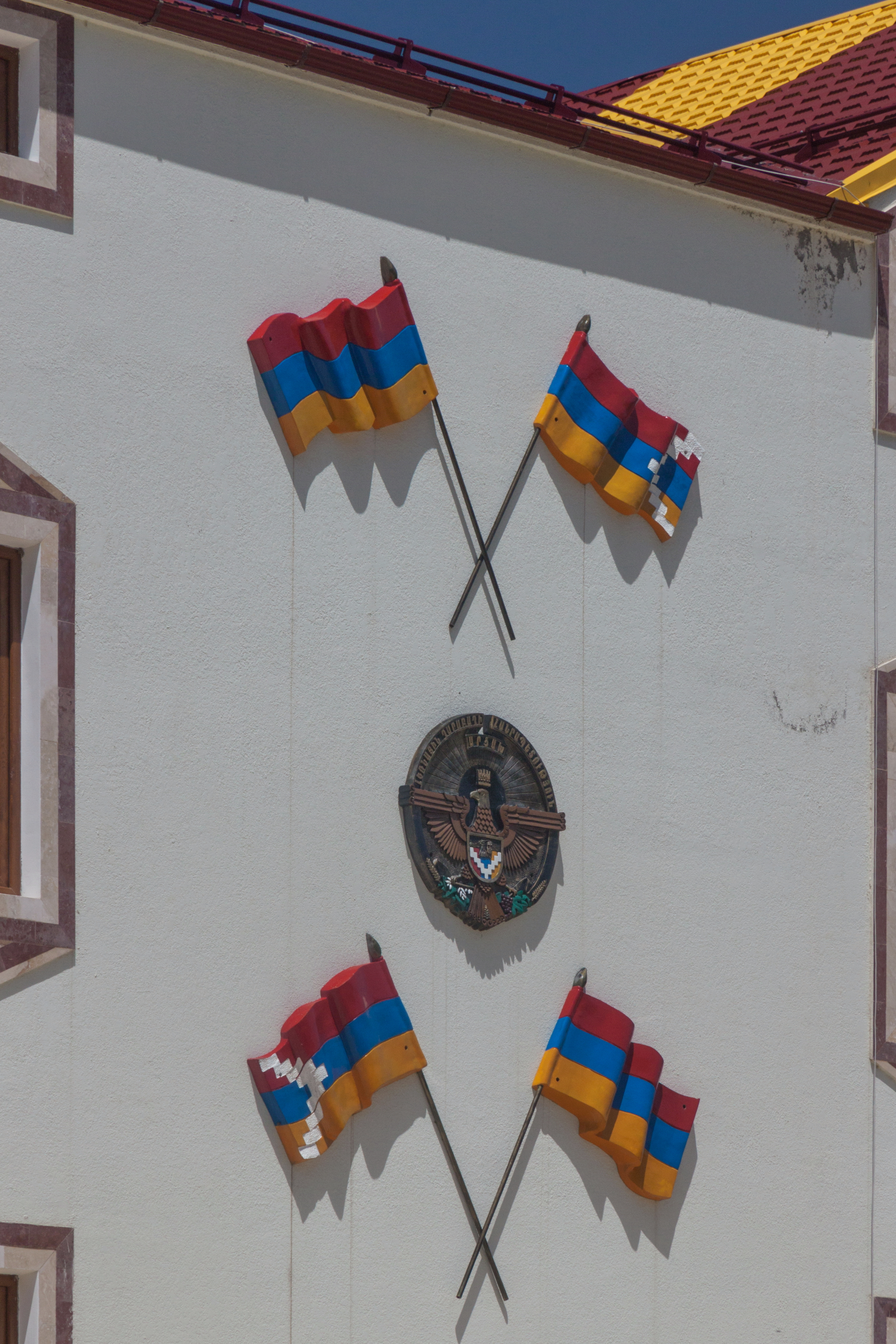
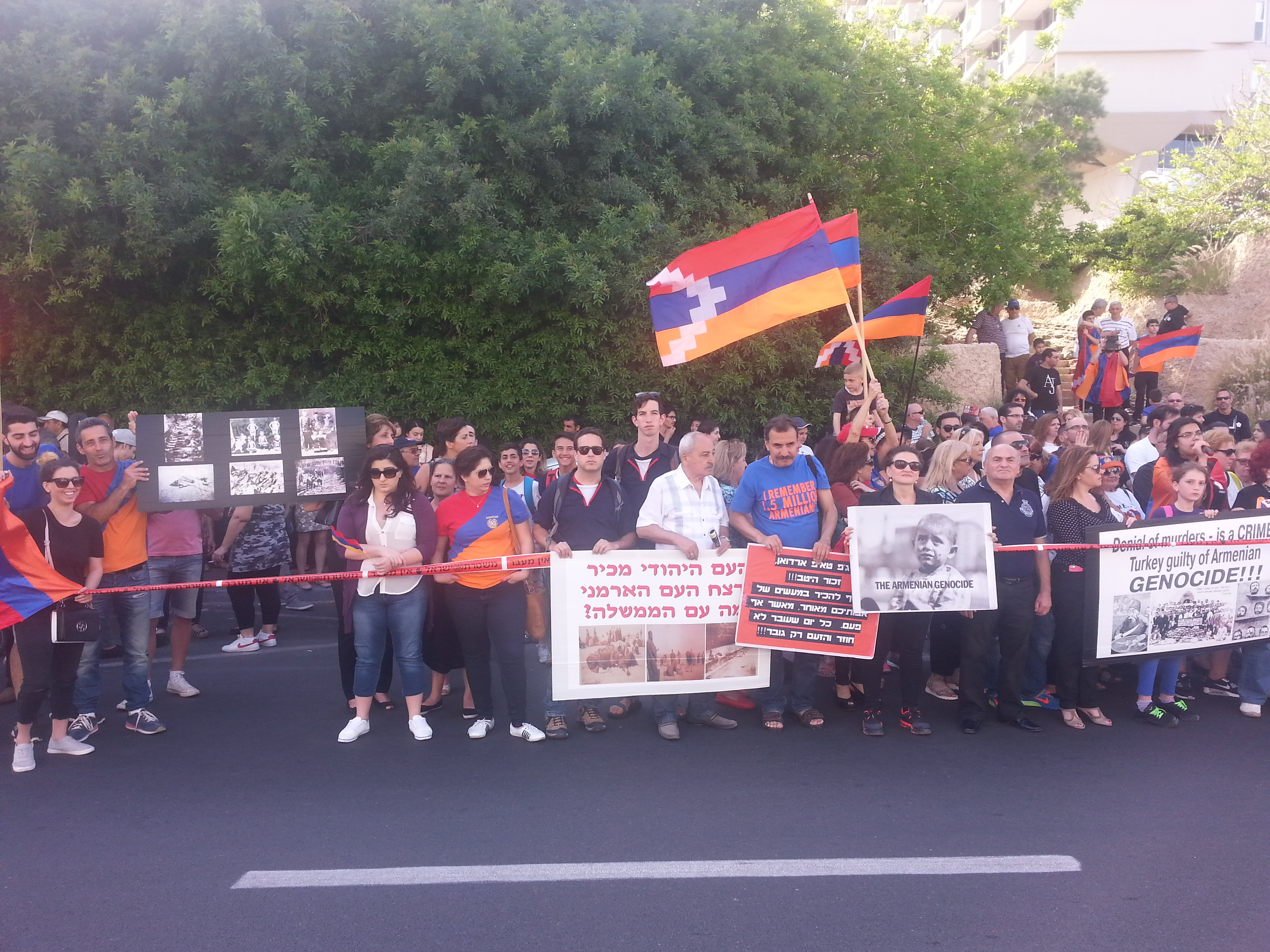
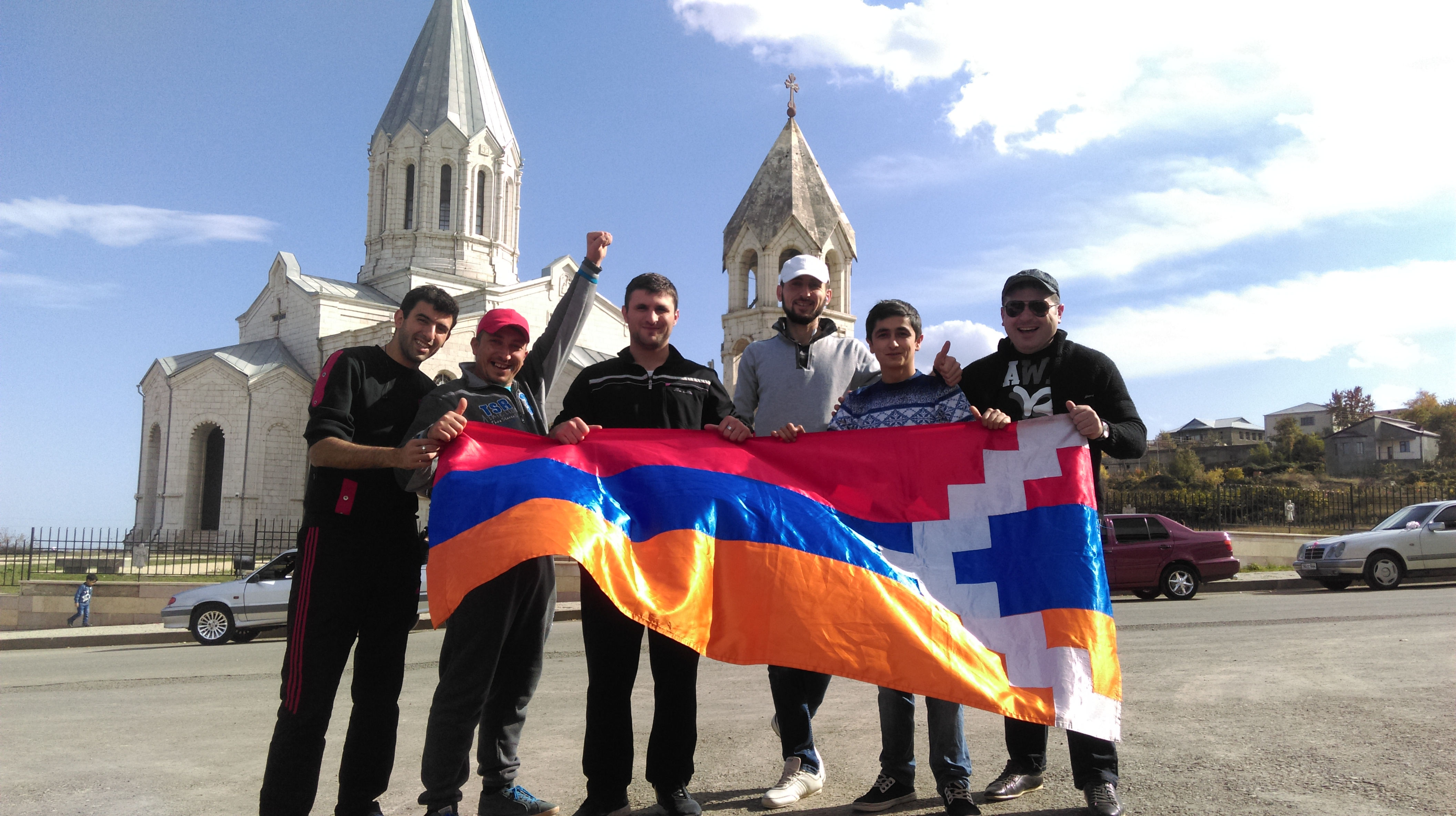